# بونوو
بونوو (به بلغاری: Bonevo) یک منطقهٔ مسکونی در بلغارستان است که در شهرستان ترول واقع شده‌است.